# Lob Nor
Lob Nor (del mongol: ᠯᠣᠪ ᠨᠠᠭᠤᠷ que significa llac Lop, en xinès: 罗布泊 'Luóbù pō', en uigur: لوپنۇر 'Lop nur') (també dit llac Taitema, Puchang hai, Lou-lan Hai o Yanze) és un grup de petits llacs salats i maresmes, en part estacionals, entre els deserts de Taklamakan i Kuruktag al sud-est de la regió autònoma de Xinjiang, al nord-oest de la Xina, i hi desaigua el riu Tarim. És la darrera resta de la regió històrica postglacial del llac Tarim, que antigament va cobrir una regió de més de 10.000 km², a la conca del Tarim.

## Història
Antigament, els xinesos el van considerar només com un únic llac salat. Actualment, ha perdut molta de la seva àrea que el 1928 es va mesurar en 3.100 km², i el desert ha avançat uns 30 o 40 km a l'oest als darrers 40 anys, i està afectat per l'ús de la fusta per la població, per cuinar o escalfar-se. Una reserva d'uns 3.520 km² es va establir el 2003 per protegir les alberedes.
Les aigües del Tarim i el Lob Nor van ser el centre de l'antic Regne de Loulan, a la ruta de la Seda, que va esdevenir vassall de la Xina el 55 aC i fou reanomenat Txan-txan (Tchan-tchan, modern Zhan-zhan) o Shanshan. També s'hi aprecien restes de la cultura tokhària (yuezhi) i s'han trobat algunes mòmies a la seva vora. Marco Polo va passar prop del llac i la zona fou visitada modernament pels exploradors Ferdinand von Richthofen, Nikolai Przhevalsky i Sven Hedin.
La primera explosió nuclear xinesa (nom en codi 596) es va fer a Lob Nor el 1964 i des de llavors la regió ha estat usada com a polígon de proves nuclears. S'hi van fer 45 explosions fins al 1996. La seu de la base de proves és a Malan.